# K. Callan
K. Callan, oft nur K Callan geschrieben, (* 9. Januar 1936 in Dallas, Texas als Katherine Elizabeth Borman) ist eine US-amerikanische Schauspielerin und Autorin. Bekannt ist sie für ihre Rolle Martha Kent, der Mutter von Clark Kent, in der Actionserie Superman – Die Abenteuer von Lois & Clark.

## Leben
Callan studierte Schauspiel am Herbert Berghof Studio in Greenwich Village, New York City. Ihr Theaterdebüt hatte sie 1955 als Hawker in dem Stück Inherit the Wind am Margo Jones Theatre in Dallas. Ihr New Yorker Bühnendebüt erlebte sie 1969 als Hooker in The Broofer am Herbert Berghof Playwrights Theater. Zu ihren weiteren Theaterarbeiten gehören Auftritte als Harriet in Sticks and Bones am John Golden Theatre, New York City (1972), in Blessing am Manhattan Theater Club, New York City (1975), als Vic in Red Rover, Red Rover im Melrose, Los Angeles und als Grady in April Snow am South Coast Repertory in Costa Mesa, Kalifornien (1983).
Im Fernsehen trat sie das erste Mal 1962 in einer Folge der Serie Route 66 in Erscheinung. 1977 spielte sie in der Emmy-Award ausgezeichneten Folge Cousin Liz der Sitcom All in the Family als lesbische Veronica eine Schlüsselrolle. Es folgten zahlreiche weitere Auftritte in Fernsehserien, so etwa in One Day at a Time (1976–1977), Married: The First Year (1979), Blind Ambition (1979), Joe’s World (1979–1980), Die Texas-Klinik (1983) und Mit Herz und Scherz (1989–1991). 1990 trat sie als Amy Stevens, der Mutter von April Stevens Ewing, in mehreren Folgen der vorletzten Staffel von Dallas auf. Von 1993 bis 1997 übernahm sie die Rolle von Clark Kents Mutter Martha Kent in der Actionserie Superman – Die Abenteuer von Lois & Clark. In Carnivàle war sie von 2003 bis 2005 als Eleanor McGill zu sehen. In Meet the Browns spielte sie von 2009 bis 2010 die Daisy. Ebenfalls war sie von 2007 bis 2012 in der Sitcom How I Met Your Mother zu sehen, in der sie Lily Aldrins Großmutter mütterlicherseits verkörperte.
Ihr Filmdebüt erlebte sie 1970 als Mary Lou Curran in John G. Avildsens Drama Joe – Rache für Amerika. Zu den weiteren Filmen, in denen sie spielte, gehören Mann, bist du Klasse! (1973), Ein Mann für gewisse Stunden (1980), Jahreszeiten einer Ehe (1980), Unborn – Kind des Satans (1991), A Fare to Remember (1999), Nine Lives (2005), Midnight Clear (2006), Coyote County Loser (2009) und Samuel Bleak (2013).
Als Autorin schrieb sie die Bücher Script Is Finished, Now What Do I Do? (1993), Directing your directing career (1994), How to Sell Yourself as an Actor (2008), The Los Angeles Agent Book (2016) und The New York Agent Book (2016).
Von 1957 bis 1968 war sie mit James Ruskin Callan verheiratet, mit dem sie drei Kinder hat.

## Filmografie

### Filme
- 1970: Joe – Rache für Amerika (Joe)
- 1971: Mortadella (La mortadella)
- 1972: Hail
- 1973: Mann, bist du Klasse! (A Touch of Class)
- 1977: The Four of Us (Fernsehfilm)
- 1978: Liebe vor Gericht (A Question of Love, Fernsehfilm)
- 1979: Die Chance seines Lebens (Fast Break)
- 1979: Mord im Zwiebelfeld (The Onion Field)
- 1980: Ein Mann für gewisse Stunden (American Gigolo)
- 1980: Jahreszeiten einer Ehe (A Change of Seasons)
- 1981: Devil’s House – Wenn Mauern töten (This House Possessed, Fernsehfilm)
- 1981: Träume zerrinnen wie Sand (Splendor in the Grass, Fernsehfilm)
- 1982: Mord in Zelle 3 (Fast-Walking)
- 1983: Just a Little More Love (Fernsehfilm)
- 1984: Jumbo Crash – Der Todestag am Potomac (Flight 90: Disaster on the Potomac, Fernsehfilm)
- 1987: Verflixt verstrickt (Carly’s Web, Fernsehfilm)
- 1987: The Hope Division (Fernsehfilm)
- 1989: Die unheimliche Verseuchung des Dark River (Incident at Dark River, Fernsehfilm)
- 1991: Flight of the Black Angel (Fernsehfilm)
- 1991: Unborn – Kind des Satans (The Unborn)
- 1991: Frankie & Johnny (Frankie and Johnny)
- 1995: Saved by the Light (Fernsehfilm)
- 1998: Border to Border
- 1998: Mr. Murder – Er wird dich finden … (Mr. Murder, Fernsehfilm)
- 1999: A Fare to Remember
- 2002: Devious Beings
- 2003: Home (Kurzfilm)
- 2005: Nine Lives
- 2005: Crazylove
- 2005: Midnight Clear (Kurzfilm)
- 2006: Midnight Clear
- 2009: Coyote County Loser
- 2010: Auch Liebe macht mal Ferien 2 (Why Did I Get Married Too?)
- 2010: Sunnyview (Kurzfilm)
- 2010: How to Be a Better American (Fernsehfilm)
- 2012: Not That Funny
- 2013: Samuel Bleak
- 2015: Pictures at an Exhibition (Kurzfilm)
- 2019: Knives Out – Mord ist Familiensache (Knives Out)
- 2024: Sew Torn

### Fernsehserien
- 1962: Route 66 (eine Folge)
- 1972: Great Performances (eine Folge)
- 1976–1977: One Day at a Time (4 Folgen)
- 1977: Barney Miller (eine Folge)
- 1977: Fish (2 Folgen)
- 1977: Fernwood 2 Night (eine Folge)
- 1977: James at 15 (eine Folge)
- 1977: All in the Family (eine Folge)
- 1977: Rafferty (eine Folge)
- 1977: Rhoda (eine Folge)
- 1978: Eine amerikanische Familie (Family, eine Folge)
- 1978: Kaz & Co (Kaz, eine Folge)
- 1979: Visions (eine Folge)
- 1979: Married: The First Year (4 Folgen)
- 1979: Ike (Miniserie, 2 Folgen)
- 1979: Blind Ambition (Miniserie, 4 Folgen)
- 1979: Die Waltons (The Waltons, eine Folge)
- 1979–1980: Joe’s World (11 Folgen)
- 1980: When the Whistle Blows (eine Folge)
- 1980: Secrets of Midland Heights (2 Folgen)
- 1981: Flo (eine Folge)
- 1982: House Calls (eine Folge)
- 1982: Quincy (Quincy, M. E., eine Folge)
- 1982: Bosom Buddies (eine Folge)
- 1982: Father Murphy (eine Folge)
- 1982: Die nackte Pistole (Police Squad!, eine Folge)
- 1982: Lou Grant (eine Folge)
- 1983: Private Benjamin (eine Folge)
- 1983: Newhart (eine Folge)
- 1983: Unter der Sonne Kaliforniens (Knots Landing, eine Folge)
- 1983: Die Texas-Klinik (Cutter to Houston, 9 Folgen)
- 1984: After MASH (eine Folge)
- 1984: E/R (eine Folge)
- 1985: Remington Steele (eine Folge)
- 1985: Sara (eine Folge)
- 1985: Hollywood – Intim und indiskret (Hollywood Wives, Miniserie, eine Folge)
- 1985: Chefarzt Dr. Westphall (St. Elsewhere, 2 Folgen)
- 1985, 1989: Hunter (2 Folgen)
- 1986: Das Model und der Schnüffler (Moonlighting, eine Folge)
- 1986: Du schon wieder (You Again?, eine Folge)
- 1986: It’s a Living (2 Folgen)
- 1987: Ein Engel auf Erden (Highway to Heaven, eine Folge)
- 1987: Harrys wundersames Strafgericht (Night Court, eine Folge)
- 1987: Mr. President (eine Folge)
- 1987: CBS Summer Playhouse (eine Folge)
- 1987: Duet (2 Folgen)
- 1987: Disney-Land (eine Folge)
- 1987: Full House (eine Folge)
- 1989: Live-In (eine Folge)
- 1989: Zurück in die Vergangenheit (Quantum Leap, eine Folge)
- 1989–1991: Mit Herz und Scherz (Coach, 5 Folgen)
- 1990: Dallas (4 Folgen)
- 1992: Hallo Schwester! (Nurses, eine Folge)
- 1993: FBI: The Untold Stories (eine Folge)
- 1993: L.A. Law – Staranwälte, Tricks, Prozesse (L.A. Law, eine Folge)
- 1993–1997: Superman – Die Abenteuer von Lois & Clark (Lois & Clark: The New Adventures of Superman, 88 Folgen)
- 1994: Star Trek: Deep Space Nine (eine Folge)
- 1994: Birdland (eine Folge)
- 1997: New York Cops – NYPD Blue (NYPD Blue, eine Folge)
- 1997: Total Security (eine Folge)
- 1997: Chicago Hope – Endstation Hoffnung (Chicago Hope, eine Folge)
- 1998: Eine himmlische Familie (7th Heaven, eine Folge)
- 1999: Dawson’s Creek (eine Folge)
- 2000: Family Law (eine Folge)
- 2000: Diagnose: Mord (Diagnosis Murder, eine Folge)
- 2000–2003: King of the Hill (3 Folgen, Stimme)
- 2001: Auf der Flucht – Die Jagd geht weiter (The Fugitive, eine Folge)
- 2001: Kate Brasher (eine Folge)
- 2001–2004: Lady Cops – Knallhart weiblich (The Division, 3 Folgen)
- 2002: Crossing Jordan – Pathologin mit Profil (Crossing Jordan, eine Folge)
- 2002: Body & Soul (eine Folge)
- 2003: JAG – Im Auftrag der Ehre (JAG, 2 Folgen)
- 2003–2005: Carnivàle (8 Folgen)
- 2004: CSI: Vegas (CSI: Crime Scene Investigation, eine Folge)
- 2004: Polizeibericht Los Angeles (L.A. Dragnet, eine Folge)
- 2005: Without a Trace – Spurlos verschwunden (Without a Trace, eine Folge)
- 2005: Nip/Tuck – Schönheit hat ihren Preis (Nip/Tuck, eine Folge)
- 2006: Four Kings (eine Folge)
- 2006: Heist (eine Folge)
- 2006: Cold Case – Kein Opfer ist je vergessen (Cold Case, eine Folge)
- 2006: The Closer (eine Folge)
- 2007: Desperate Housewives (eine Folge)
- 2007: Ehe ist… (’Til Death, eine Folge)
- 2007: Drive (2 Folgen)
- 2007–2012: How I Met Your Mother (3 Folgen)
- 2008: Emergency Room – Die Notaufnahme (ER, eine Folge)
- 2009: Castle (eine Folge)
- 2009: Mental (eine Folge)
- 2009–2010: Meet the Browns (21 Folgen)
- 2010: Heroes (eine Folge)
- 2010: The Mentalist (eine Folge)
- 2010: Law & Order: LA (Law & Order: Los Angeles, eine Folge)
- 2011, 2020: Navy CIS (NCIS, zwei Folgen)
- 2011: Meine Schwester Charlie (Good Luck Charlie, eine Folge)
- 2012: Supermoms
- 2013: Emily Owens (Emily Owens, M.D., eine Folge)
- 2013: Getting On – Fiese alte Knochen (Getting On, 3 Folgen)
- 2015: Justified (eine Folge)
- 2015: Code Black (eine Folge)
- 2016: Veep – Die Vizepräsidentin (Veep, 3 Folgen)
- 2017: Grey’s Anatomy (eine Folge)